# Bill Frick Motors
Bill Frick Motors war ein US-amerikanischer Automobilhersteller, der von 1953 bis 1955 in Rockville Centre (New York) ansässig war. Neben dem unter eigenem Namen gefertigten Supersportwagen baute Frick auch noch den Studillac.
Der Frick von 1955 war ein Supersportwagen mit Ferrari-ähnlichem Aussehen. Das zweisitzige Coupé erhielt einen V8-Motor von Cadillac mit 5426 cm³ Hubraum, der eine Leistung von 250 bhp (184 kW) bei 4500 min−1 erbrachte. Auf Wunsch gab es auch eine aufgeladene Version mit noch mehr Leistung. Der Radstand des Wagens betrug 2794 mm. Die Karosserie stammte von Vignale.
Insgesamt entstanden zwei Coupés und ein Cabriolet der eigenen Marke.